# Ламийская война
Лами́йская война́ (др.-греч. Λαμιακός πόλεμος, 323—322 годы до н. э.), также Леосфе́нова или Э́ллинская война́ — война за освобождение Древней Греции от македонского господства, вспыхнувшая после смерти Александра Македонского и завершившаяся поражением греков.
Подготовка к войне началась за несколько лет до смерти Александра Македонского. Греки чувствовали себя униженными после поражения при Херонее в 338 году до н. э. Противоречивые указы македонского царя лишь усиливали всеобщее раздражение. Проведённые ранее в Афинах реформы позволили им наполнить казну и создать сильный флот. В 324/323 году до н. э. должность афинского стратега занял талантливый военачальник Леосфен, который собрал армию наёмников и смог привлечь на свою сторону большинство греческих полисов.
Начало войны было благоприятным для греков. Леосфен победил союзных македонянам беотийцев, а затем и армию наместника Македонии Антипатра, который был вынужден укрыться в хорошо укреплённой Ламии. В ходе последующей осады ситуация для македонян стала носить угрожающий характер. Положение дел начало меняться после гибели Леосфена под стенами города от метко брошенного камня или копья. Македонский флот под командованием Клита победил греков при Абидосе и Аморгосе. Это дало возможность переправиться македонским войскам на помощь Антипатру. Чтобы помешать соединению с войском Леонната, новый стратег греков Антифил снял осаду с Ламии и отправился навстречу македонянам. Несмотря на то, что греки победили, а Леоннат погиб в битве, бо́льшая часть войска сохранила свою боеспособность, а Антипатр вышел из Ламии. Тем самым тактический успех греков был лишён какой-либо стратегической ценности. Македоняне избежали разгрома и смогли вернуться домой, где пополнили свою армию подкреплениями из Азии.
В последующей битве при Кранноне греки проиграли. Несмотря на то, что поражение было неполным, а потери невелики, греки утратили веру в победу и начали заключать сепаратные мирные договоры с Македонией. Афиняне были вынуждены отказаться от демократии и сменить форму правления на олигархическую. Из всех греческих полисов лишь этолийцы продолжили оказывать казалось бы безнадёжное сопротивление. Македоняне не смогли довести кампанию до победы, так как в это время регент Македонской империи Пердикка объявил войну Антипатру. На этом фоне военный совет принял решение заключить мир с этолийцами на любых приемлемых условиях. Таким образом, стойким этолийцам удалось, в отличие от других греков, сохранить независимость и создать собственное государство Этолийский союз.
Ламийская война иногда рассматривается в качестве рубежа, который разделяет классический и эллинистический периоды истории Греции.

## Предыстория
После Херонейской битвы в 338 году до н. э. Древняя Греция попала под контроль Македонии, что у многих в Афинах вызвало чувства унижения и оскорблённой гордости. Во время войны Александра Македонского против персов греки воевали по обе стороны. Успехи Александра Македонского в Азии не радовали греков, а наоборот, вызывали ещё большую ненависть к завоевателю. Внешне город оставался спокойным. Афины не принимали участия в войне спартанцев под командованием Агиса III против Македонии в 331—330 годах до н. э. На этом фоне в Афинах были проведены реформы, которые позволили вдвое увеличить ежегодный доход полиса, что, в свою очередь, дало им возможность создать сильный флот и пополнить казну.
В 325/324 году до н. э. Афины начали активно готовиться к войне с Македонией. Этому способствовали противоречивые указы Александра. Афинянам не нравилось обожествление македонского царя. Авторы «Кембриджской истории древнего мира» считают основной причиной начала восстания со стороны греков «Декрет об изгнанниках» Александра 324 года до н. э. Указ, публично провозглашённый Никанором на Олимпийских играх, гарантировал возвращение всех изгнанников в свои родные полисы, за исключением обвинённых в святотатстве. На эмоциональном уровне он был воспринят как демонстрация автократии, а также игнорирование условий Коринфского союза и нарушение вековых традиций. Кроме моральной, декрет имел и практическую составляющую. Так, к примеру, он по факту лишал Афины контроля над Самосом, а этолийцев над Эниадами.
Взаимоотношения между Афинами и Македонией ещё более усложнила история с царским казначеем Гарпалом. Опасаясь опалы, друг Александра ограбил казну и прибыл в Афины. Там он обратился к народному собранию с просьбой предоставить убежище. Свои сокровища Гарпал использовал для подкупа ораторов. Согласно Квинту Курцию Руфу, Александр даже начал готовиться к экспедиции против Афин. Ситуация с Гарпалом стала носить угрожающий характер после того, как требования о его выдаче одновременно предъявили наместник Александра в Македонии Антипатр, мать Александра и царица Эпира Олимпиада, для которой беглец был в первую очередь прежним союзником, а также сатрап Карии Филоксен. Выполнение требования кого-либо из них грозило афинянам гневом двух других влиятельных в империи Александра лиц. В данной ситуации, по предложению Демосфена, Гарпала арестовали, а его деньги поместили в Акрополь. При этом афиняне отказались выдавать беглого казначея, официально заявив, что передадут его лишь личным эмиссарам от Александра. Таким образом, афиняне оставляли поле для дипломатических манёвров, так как могли как выдать Гарпала, так и сделать его своим союзником. Хоть в конечном итоге Гарпалу позволили бежать, больша́я часть денег из сокровищницы Александра оказалась в афинском Акрополе.

## Подготовка к войне
В 324/323 году до н. э. должность афинского стратега занял талантливый военачальник Леосфен. Приблизительно в это же время Александр Македонский приказал распустить отряды наёмников. Большое количество воинов армии Александра остались не у дел. В этих условиях мыс Тенарон на Пелопоннесе стал центром вербовки наёмников, куда стекались уволенные Александром солдаты. Согласно Диодору Сицилийскому, там собралось 8 тысяч воинов, Павсаний приводит нереалистичную цифру в 50 тысяч. Афиняне поручили Леосфену собрать армию наёмников. Стратег должен был действовать от своего имени, чтобы не навлечь на город гнев наместника Александра в Македонии Антипатра. Для этих целей ему выделили 50 талантов. В Ламийской войне наёмники воевали преимущественно на стороне греков. Историк Л. П. Маринович связывает это с тем, что данная группа воинов не хотела служить у македонян, так как незадолго до описываемых событий Александр постарался превратить их из воинов в колонистов в Бактрии, что привело к восстанию. Также Антипатр мог не доверять наёмникам, бо́льшую часть из которых составляли греки.
Леосфен вначале отправился на Тенарон, где собрал восьмитысячную армию из бывших наёмников армии Александра. Вскоре из Вавилона пришли вести о смерти македонского царя. Пользуясь моментом, Афины начали открыто готовиться к войне. По поручению народного собрания Леосфену отправили дополнительные средства и разрешили действовать открыто от имени полиса. После этого Леосфен отправился в Этолию, где убедил её жителей присоединиться к будущему походу. Население этой области предоставило 7 тысяч воинов. Также Леосфен отправил послов и в другие полисы Греции. Среди афинских послов был и знаменитый оратор Демосфен.
Вопрос, почему наместник Македонии Антипатр «проглядел» подготовку греков к войне, которую также могут называть «Леосфеновой», историк И. Г. Дройзен объясняет его шатким положением. Антипатр был вынужден отправлять в армию Александра всё новых и новых воинов, в то время как ему самому грозили отставка и попадание в немилость. В таких условиях он не мог эффективно противодействовать грекам в их подготовке к войне. Существует предположение, что Антипатр, который попал в опалу, ожидал не только отставки, но и смертной казни. В этих условиях он не сидел сложа руки, а вёл переговоры с Афинами и другими греческими полисами о восстании.
Ситуация изменилась со смертью Александра. Антипатр из опального наместника, которому грозила казнь, по условиям вавилонского раздела стал стратегом-автократором Македонии и Греции. В этих условиях восстание против македонской гегемонии могло лишить его большей части собственных владений.
Подготовка и последующая война против македонян проходила под лозунгами свободы Греции от варваров, которые установили деспотию.

## Участники
В античных источниках информация о греческих полисах, которые участвовали в войне против Македонии, приведена у Диодора Сицилийского, Павсания и Юстина. На первый взгляд между ними существуют существенные расхождения. При анализе данных из античных источников можно сделать вывод, что формирование антимакедонского союза проходило в несколько этапов. Первым союзником Афин стала Этолия. Сначала союз был тайным, который обнародовали после смерти Александра. Затем, после первых успехов афинян, к союзу стали присоединяться полисы на Пелопоннесе и в Центральной Греции. Историк Н. Хаммонд при перечислении участников восстания упоминает следующих союзников Афин и этолийцев: Аргос, Сикион, Эпидавр, Флиунт, Трезен, Элида, Мессения, Фокида, Лефкас, племена между Фокидой и Фессалией, афаманцы и часть молосцев. Обещание присоединиться к антимакедонскому восстанию дали часть иллирийских и фракийских племён. Из островных греков восстание поддержали лишь Родос и Карист.
Военный союз греков носил характер симмахии. На протяжении всей войны отряды входящих в неё полисов покидали и прибывали в общее войско под командованием афинского стратега, часто исходя из собственных, а не общих, интересов.
Среди союзников Македонии была Беотия, а также часть полисов Эвбеи и других областей. За двенадцать лет до описываемых событий жители Беотии постановили разрушить Фивы. Земли этого полиса были распределены между различными беотийскими общинами. Они предполагали, что после гипотетического поражения Македонии Фивы будут восстановлены, а их земли возвращены прежним владельцам. Причины, почему сторону Македонии приняла фессалийская Пелинна и ряд полисов Эвбеи, не столь очевидны. По всей видимости, они заключаются в каких-то внутригреческих старых конфликтах. Необходимо отметить, что практически в каждом из полисов, включая Афины, существовали промакедонские партии.
Спарта, чьи войска были разбиты Антипатром восемью годами ранее, сохранила нейтралитет. Также нейтральными по разным причинам остались Родос и полисы Аркадии. Жители острова Родос после смерти Александра изгнали македонский гарнизон и установили демократический строй. В предстоящую войну они предпочли не вступать, рассчитывая получить выгоду для себя при любом развитии событий. Плутарх передаёт историю, как в Аркадии столкнулись афинское и македонское посольства. После их выступления в один и тот же день жители не смогли решить, чью сторону принять, и сохранили нейтралитет.

## Начало войны. Осада Ламии
Как только весть о смерти Александра достигла Афин, народное собрание провозгласило поход за свободу и издало манифест с требованием изгнать македонские гарнизоны по всей Греции. Наибольшее количество сторонников войны было среди демоса. Богатые слои, которых представлял Фокион, выступали против вооружённого противостояния с Македонией. В этом противостоянии победу одержали демократы, и по всем греческим государствам были разосланы послы с призывами взбунтоваться против Македонии. Одновременно на Пелопоннесе находились и македонские послы, которые убеждали его жителей не присоединяться к восстанию. Афины мобилизовали на войну 5500 граждан, к которым добавилось 2 тысячи наёмников за счёт города. Во главе греческой армии стал Леосфен, который выступил из спартанского Тенарона с 8 тысячами наёмников. К освободительной армии примкнули 7 тысяч этолийцев, другие города также прислали отряды воинов. Леосфен занял стратегически важные Фермопилы, затем достаточно быстро победил беотийцев у Платей, после чего вернулся к Фермопилам. Наместник Македонии Антипатр собрал своё войско и направился в Фессалию навстречу Леосфену. Переход на сторону афинян большей части фессалийцев, которые до этого были союзниками македонян, стал для Антипатра болезненным ударом.
Антипатр, видя неравенство сил, пытался уклониться от сражения. Однако это ему не удалось. В последующей битве Антипатр проиграл и был вынужден с остатками своего войска, которое в начале похода насчитывало около 14 тысяч воинов, в середине или конце лета 323 года до н. э. укрыться в окружённой прочными стенами Ламии. Город имел важное стратегическое значение, так как его контроль обеспечивал безопасность пути из Греции в Македонию.
Несколько штурмов Ламии со стороны греков были отбиты, после чего началась длительная осада города. Греки не могли взять город штурмом, а македоняне — пробиться к себе на родину. Леосфен приказал построить стену и вырыть широкий ров, чтобы лишить Ламию связи с внешним миром, в первую очередь с близлежащим портом Фалара.
Македоняне постарались отвлечь внимание афинян от Ламии нападением на Аттику с моря. Однако высадка их десанта под предводительством Микиона в области Рамнунта провалилась. Затем афиняне под командованием стратега Федра высадились на верной македонянам Эвбее и разрушили Стиру. Эти успехи для афинян носили второстепенный характер по сравнению с победой над основным македонским войском и осадой Ламии.
Через некоторое время в Ламии стала ощущаться сильная нужда в запасах продовольствия. На этом фоне остальные греческие полисы стали переходить на сторону Леосфена. Ситуация стала носить для Антипатра весьма угрожающий характер. Однако предложенные Леосфеном условия капитуляции наместник счёл для себя неприемлемыми. К тому же Антипатр ожидал подкреплений из македонских войск, которые находились в Азии.
Несмотря на успехи, этолийцы, которым было нужно выбрать нового стратега, потребовали отпустить их домой. Леосфен был вынужден удовлетворить просьбу, хоть это и ослабило его армию. Находившиеся в войске крестьяне также хотели быстрее вернуться к своим полям.
На осаду Ламии и ход всей войны повлияла смерть греческого военачальника Леосфена. В античных источниках существует несколько версий его гибели. Согласно Диодору Сицилийскому, во время одной из вылазок македонян Леосфен, который руководил осадными работами, был ранен в голову камнем. Через три дня, не приходя в сознание, он умер. Марк Юниан Юстин утверждал, что Леосфен был ранен брошенным со стены копьём, Павел Орозий — стрелой. Вместо Леосфена стратегом стал Антифил, которого Диодор Сицилийский охарактеризовал человеком выдающимся, мужественным и одарённым военачальником.

## Ход войны на море
Решающие события, которые обусловили дальнейший ход войны, развернулись на море. Афинскому флоту под командованием Эветиона была поставлена задача не допустить прибытия к Антипатру подкреплений из Азии. Бо́льшая часть его флота курсировала в районе отделяющего Европу от Азии Геллеспонта, меньшая — располагалась в Малийском заливе, где блокировала Ламию с моря. Весной 322 года до н. э. македонский флот под командованием Клита Белого подошёл к городу Абидосу на Геллеспонте. В морском сражении греки были разбиты. Затем был рассеян афинский флот в Малийском заливе и разблокированы корабли Антипатра.
Следующее сражение произошло возле острова Аморгос в южной части Эгейского моря. Согласно Диодору Сицилийскому, флот греков насчитывал 170 кораблей, а Клита — 240. Победа при Аморгосе стала решающей для македонян в Ламийской войне, так как подорвала морскую мощь Афин и позволила удержать открытым для переправки подкреплений пролив Геллеспонт. После этого Клит направился в Эгейское море, где уничтожил остатки афинского флота у Лихадских островов. Согласно Диодору Сицилийскому, произошло ещё сражение около островов Эхинады. Историки сомневаются в достоверности данной информации, в первую очередь из-за географического расположения Эхинад. Существует предположение, что сражение произошло около мыса Эхина одного из Лихадских островов.

## Ход войны после прибытия македонских войск из Азии
Вскоре после поражения греческого флота в Македонию из Азии прибыл с армией в 20 тысяч пехоты и 1500 конницы Леоннат. Чтобы помешать соединению двух войск, Антифил снял осаду с Ламии, сжёг свой лагерь и отправился навстречу Леоннату. На тот момент Антифил и Леоннат обладали сопоставимыми войсками. Греческая армия насчитывала 22 тысячи пехоты и 3500 всадников, из которых две тысячи были фессалийцами. Конница греков, которой командовал Менон, имела преимущество над македонянами, так как в её состав входили хорошо обученные фессалийцы. Сражение между двумя армиями началось со схватки конницы. Во время сражения Леоннат погиб. Среди погибших со стороны греков Павсаний особо упоминает лидийца Адраста, которому на родине поставили статую перед храмом Артемиды Персидской.
Македонская фаланга уклонилась от участия в битве и заняла близлежащие возвышенности. В этих условиях фессалийская конница не могла наступать, и греки лишились своих преимуществ. В это время Антипатр со своим войском покинул Ламию. На другой день после гибели Леонната произошло объединение двух македонских армий. Антипатр не решился принять сражение с армией Антифила и начал отступление в сторону Македонии. Греческий стратег не смог помешать Антипатру. Тем самым тактический успех был лишён какой-либо стратегической ценности. Македоняне избежали разгрома и смогли вернуться домой, где пополнили свою армию подкреплениями из Азии. Антифил не рискнул вторгнуться со своими войсками в Македонию. Возможно, он побоялся пробиваться штурмом через горные проходы, которые составляли естественную южную границу Македонии, либо не получил разрешения от военного совета греков.
…при Кранноне противники встретились снова, и на этот раз греки потерпели поражение. Оно оказалось не слишком тяжёлым, не особенно велики были и потери, однако из-за неповиновения начальникам, молодым и чересчур снисходительным, и ещё потому, что Антипатр склонял города к измене общему делу, побеждённые разбрелись, позорно бросив свою свободу на произвол судьбы.
Затем в Македонию прибыл военачальник Кратер с десятью тысячами пехотинцев, тысячей персидских лучников и пращников и 1500 всадниками. Он добровольно уступил верховное командование Антипатру. Эти подкрепления переломили ход военных действий. В начале августа или сентября 322 года до н. э. войско под командованием Антипатра в битве при Кранноне смогло разбить греков. Поражение было неполным, а потери невелики (Диодор Сицилийский оценивает их в 500 человек). Также бо́льшая часть войска греков отошла на близлежащие возвышенности. Антифил с Меноном на военном совете решили не дожидаться подкреплений, а начать переговоры о мире и отправили к Антипатру своих послов. Историк И. Г. Дройзен считал, что попытка переговоров нанесла грекам больший вред, чем само поражение при Кранноне. Она символизировала недостаток решимости продолжать борьбу и свидетельствовала об упадке морального духа среди греков, потерю веры в победу. Антипатр отклонил предложения Антифила и Менона и заявил, что будет заключать мир с каждым конкретным греческим полисом на особых условиях. После такого ответа каждый из полисов задумался о заключении сепаратного мира с Македонией и, в то же время, стал подозревать других в таких переговорах.

## Итоги войны
После битвы при Кранноне македоняне стали захватывать один за другим фессалийские города, которым греческие военачальники не могли оказать никакой помощи. К тому же Антипатр предусмотрительно предлагал им мягкие условия сепаратного мира. В результате Афины и Этолия оказались изолированными, и македонская армия направилась к Афинам.
На этом фоне граждане Афин решили, что наилучшей кандидатурой посла является Демад. Он потребовал неограниченные полномочия и вместе с посольством, в которое входили Фокион, Деметрий Фалерский и другие должностные лица, отправился в Фивы, где на тот момент находились македонские военачальники Антипатр и Кратер. Им удалось убедить победителей воздержаться от вторжения в Аттику, но в остальном Антипатр был непреклонен и заявил, что «всё остальное афиняне должны предоставить на усмотрение македонян». После заключение перемирия к Антипатру было отправлено второе посольство. Его состав, по мнению Т. В. Кудрявцевой, был тем же, по версии же А. С. Шофмана — незначительно отличался. Так, он считал, что философ-платоник Ксенократ входил лишь во второе посольство. По условиям мирного договора на Афины была наложена большая контрибуция. Демократическая форма правления отменялась и заменялась на олигархию. Только состоятельные граждане, заинтересованные в стабильном мире, допускались к управлению государством, остальные потеряли политические права. Афинам пришлось отказаться от последних владений вне Аттики — островов Лемнос, Имброс, Скирос и Самос. В афинскую крепость Мунихий вводился македонский гарнизон под командованием Менилла. Афинам пришлось выдать активных противников Македонии, в том числе знаменитого оратора Демосфена. Тот бежал из города, но был настигнут македонянами в храме Посейдона и отравился, чтобы не попасть живым в руки врагов.
Одним из результатов Ламийской войны стало уничтожение многовекового демократического строя в Афинах. Демос перестал обладать гражданскими правами, которые передали богатым жителям Афин с собственностью в 2 тысячи драхм и выше.
После заключения мира с Афинами Антипатр с Кратером предприняли поход против этолийцев. Несмотря на первоначальные успехи, военачальники не смогли довести кампанию до победы. Этолийцы оказали ожесточённое сопротивление. Они запирались в горных крепостях вместе с семьями, покинув города, которые не могли защитить. Антипатр установил зимнюю блокаду, стараясь выморить голодом непокорных горцев. Военачальники не смогли довести кампанию до победы, так как в это время регент Македонской империи Пердикка решил объявить войну Антипатру. На этом фоне военный совет принял решение заключить мир с этолийцами на любых приемлемых условиях. Таким образом, стойким этолийцам удалось, в отличие от других греков, сохранить независимость и создать собственное государство Этолийский союз. Вскоре они даже нанесли сокрушительное поражение в Фессалии оставленному Антипатром войску под командованием стратега Поликла.
Историк Л. П. Маринович называет Ламийскую войну тем рубежом, который разделяет классический и эллинистический периоды истории Греции. Присущий полисам классической эпохи партикуляризм стал причиной отсутствия единства в греческом лагере. Греки понимали свободу через призму интересов своего родного города. С точки зрения развития исторического процесса и становления эпохи эллинизма, когда распределение власти и территорий происходило между крупными империями и государственными образованиями, греки были обречены. В этом контексте судьба этолийцев, которые сохранили свою независимость, является уникальной.

### Исследования
- Дройзен И. Г. История эллинизма. — Ростов-на-Дону: Феникс, 1995. — Т. 2. — 544 с. — ISBN 5-85880-079-3.
- Кембриджская история древнего мира / под редакцией Д.-М. Льюиса, Дж. Бордмэна, С. Хорнблоуэра, М. Оствальда. Перевод, научное редактирование, примечания А. В. Зайкова. — М.: Ладомир, 2017. — Т. VI. Четвёртый век до нашей эры. Второй полутом. — 720 с. — ISBN 978-5-86218-542-3.
- Кудрявцева Т. В. Демад: Pacis Suassor, Belli Disuassor // Вестник Санкт-Петербургского университета. История. — СПб., 2016. — № 4. — С. 159—173. — ISSN 2541-9390.
- Маринович Л. П. Глава 4. Конец классической Греции (Ламийская война) // Эллинизм: экономика, политика, культура. — М.: Наука, 1990. — С. 103—140.
- Панов М. И. Эффективная коммуникация и государственное управление // Вестник Московского университета. Серия 21. Управление (государство и общество). — М.: Московский государственный университет им. М. В. Ломоносова, 2004. — № 2. — С. 1—19. — ISSN 2073-2643.
- Шофман А. С. Распад империи Александра Македонского / Печатается по постановлению редакционно-издательского совета Казанского университета. Отв. редактор В. Д. Жигунин. — Казань: Издательство Казанского университета, 1984.
- Ehrhardt C. Christopher W. Blackwell, In the absence of Alexander : Harpalus and the failure of of Macedonian authority. Lang classical studies, v. 12. New York: Peter Lang, 1999. 185 pages ; 24 cm. ISBN 0820439878 Review (англ.) // Bryn Mawr Classical Review. — Philadelphia: Bryn Mawr College, 2001. — 21 May. — ISSN 1055-7660.
- Geyer F[нем.]. Leosthenes 2 // Paulys Realencyclopädie der classischen Altertumswissenschaft :  [нем.] / Georg Wissowa. — Stuttgart : J. B. Metzler’sche Verlagsbuchhandlung[англ.], 1925. — Bd. XII, Zweite Hälfte (XII, 2). — Kol. 2060—2062.
- Hammond N. G. L., Griffith G. T., Walbank F. W. A History of Macedonia (англ.). — Oxford: Clarendon Press, 1988. — Vol. II: 336—167 B.C.. — ISBN 0-l9-814814-1.
- Heckel W. Who's Who in the Age of Alexander the Great: Prosopography of Alexander's Empire (англ.). — Malden; Oxford; Carlton: Blackwell Publishing, 2006. — ISBN 1-4051-1210-7.
- Heckel W. Alexander’s Marshals. A study of the Makedonian aristocracy and the politics of military leadership (англ.). — 2nd. — London; New York: Routledge, 2016. — ISBN 978-1-138-93469-6.
- Heckel W. Who's Who in the Age of Alexander and his Successors. From Chaironea to Ipsos (338—301 BC) (англ.). — Barnsley: Greenhill Books, 2021. — 554 p. — ISBN 978-1-78438-648-1.
- Staehelin F.[нем.]. Kleitos 10 // Paulys Realencyclopädie der classischen Altertumswissenschaft :  [нем.] / Georg Wissowa. — Stuttgart : J. B. Metzler’sche Verlagsbuchhandlung, 1921. — Bd. XI, Erste Hälfte (XI, 1). — Kol. 666—668.